# Bonez MC

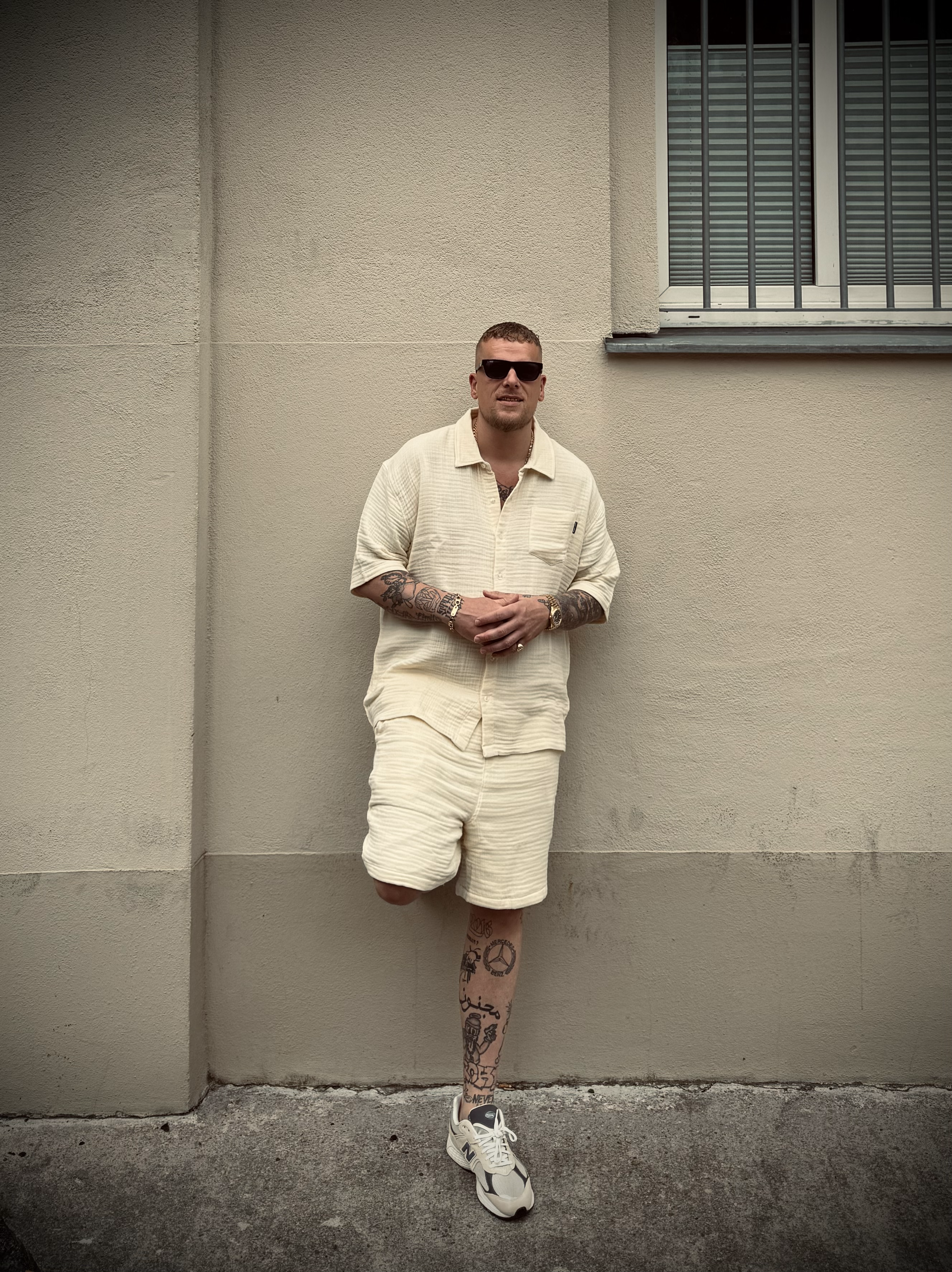
Bonez MC (2024)

Bonez MC (* 23. Dezember 1985 in Hamburg; bürgerlich John Lorenz Moser) ist ein deutscher Rapper und Dancehall-Musiker.
Er ist Gründungsmitglied der Hip-Hop-Crew 187 Strassenbande. Seine größten Erfolge erreichte er zusammen mit RAF Camora und dem 2016 veröffentlichten Album Palmen aus Plastik sowie der Fortsetzung Palmen aus Plastik 2 im Jahr 2018.

## Leben und Karriere

### Frühes Leben und Anfänge
John Lorenz Moser wurde am 23. Dezember 1985 in Hamburg geboren. Sein Vater war der Künstler Moishe Moser (1950–2017). Laut eigenen Angaben spielt sein Onkel bei der englischen Band The Stranglers Gitarre.
Er wuchs in mehreren deutschen Städten, darunter Frankfurt am Main und Landau in der Pfalz, auf. Mit 18 Jahren kehrte er zurück nach Hamburg.
Bonez MC (von englisch bones „Knochen“) ist Mitglied der Hip-Hop-Crew 187 Strassenbande. Zusammen mit den anderen Crewmitgliedern veröffentlichte er ab 2006 Sampler und Alben. Im Januar 2007 veröffentlichte er sein erstes Video Toprott, das auch dafür sorgte, dass Bonez MC bei Jentown Crhyme, einem Hamburger Label aufgenommen wurde. Dieses wurde aber schon nach kurzer Zeit wieder aus dem Netz genommen. Im Februar 2008 erschien sein erstes Mixtape Mehr geht nicht über Jentown Crhyme, das ihm bereits größere Bekanntheit in Hamburg verschaffte. Im Herbst 2012 erschien über sein eigenes Label Toprott Muzik sein erstes Soloalbum Krampfhaft kriminell. Es stieg auf Platz 60 in die deutschen Albumcharts ein. Daraufhin folgte im Jahr 2013 die EP Auf Teufel komm raus mit dem Rapper Kontra K.

### Kommerzielle Erfolge
Im Mai 2014 veröffentlichte Bonez MC mit dem 187-Strassenbande-Mitglied Gzuz das Kollaboalbum High & hungrig. Es stieg auf Platz neun der deutschen Charts ein und ebnete den Weg zu seinem kommerziellen Erfolg. Der dritte Sampler der 187 Strassenbande erschien am 30. Januar 2015 und erreichte Rang zwei der deutschen Albumcharts.

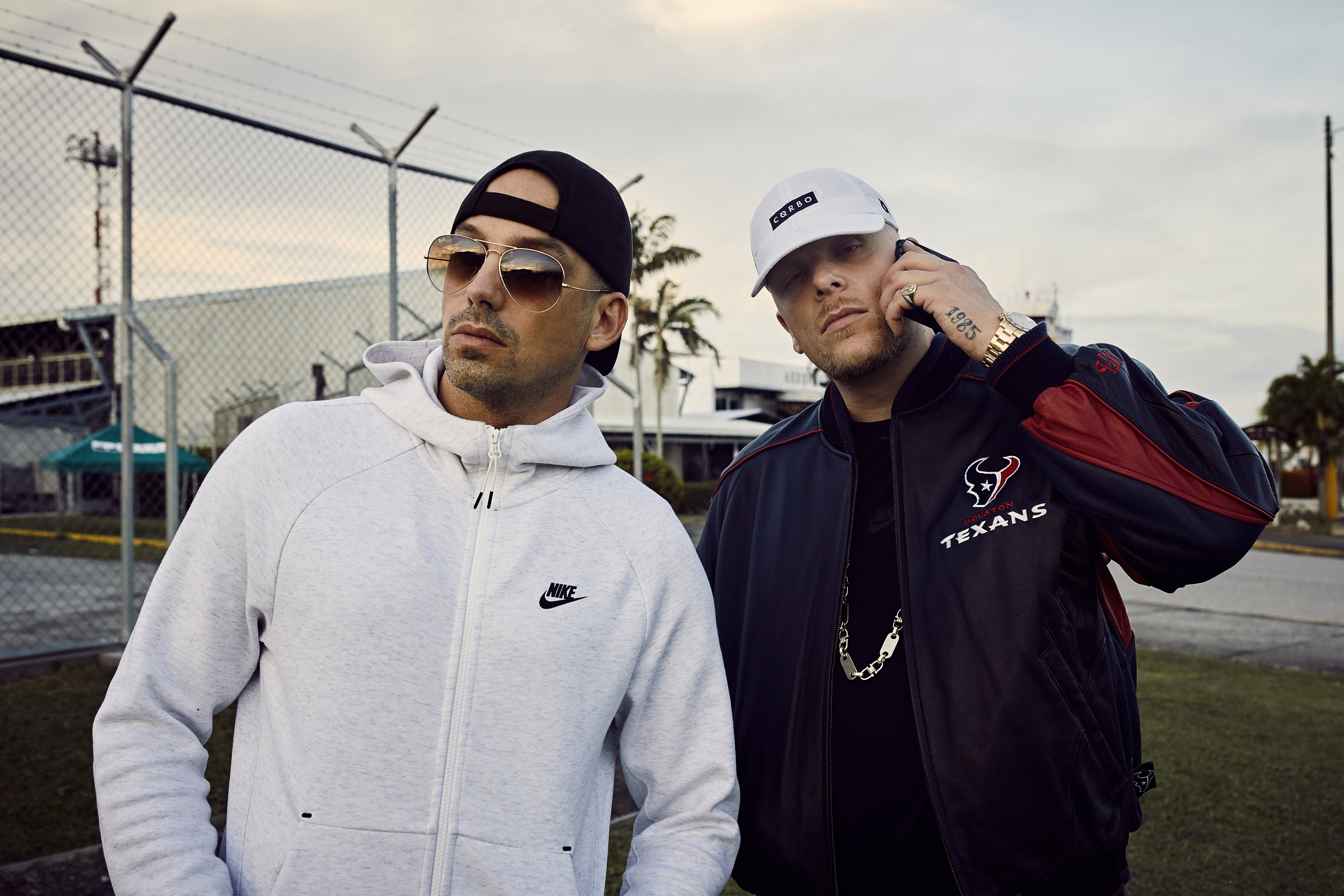
RAF Camora und Bonez MC (2018)

Das am 27. Mai 2016 erschienene Kollaboalbum High & hungrig 2 mit Gzuz erreichte Rang eins der deutschen Albumcharts, ebenso wie das noch im gleichen Jahr veröffentlichte Kollaboalbum Palmen aus Plastik mit RAF Camora, das ein großer kommerzieller Erfolg wurde. Beide Alben sowie unter anderem die Single Mörder wurden mit einer Platin-Schallplatte ausgezeichnet, während der Titelsong Palmen aus Plastik und die Single Ohne mein Team jeweils eine Diamantene Schallplatte für über eine Million verkaufte Einheiten erhielten.

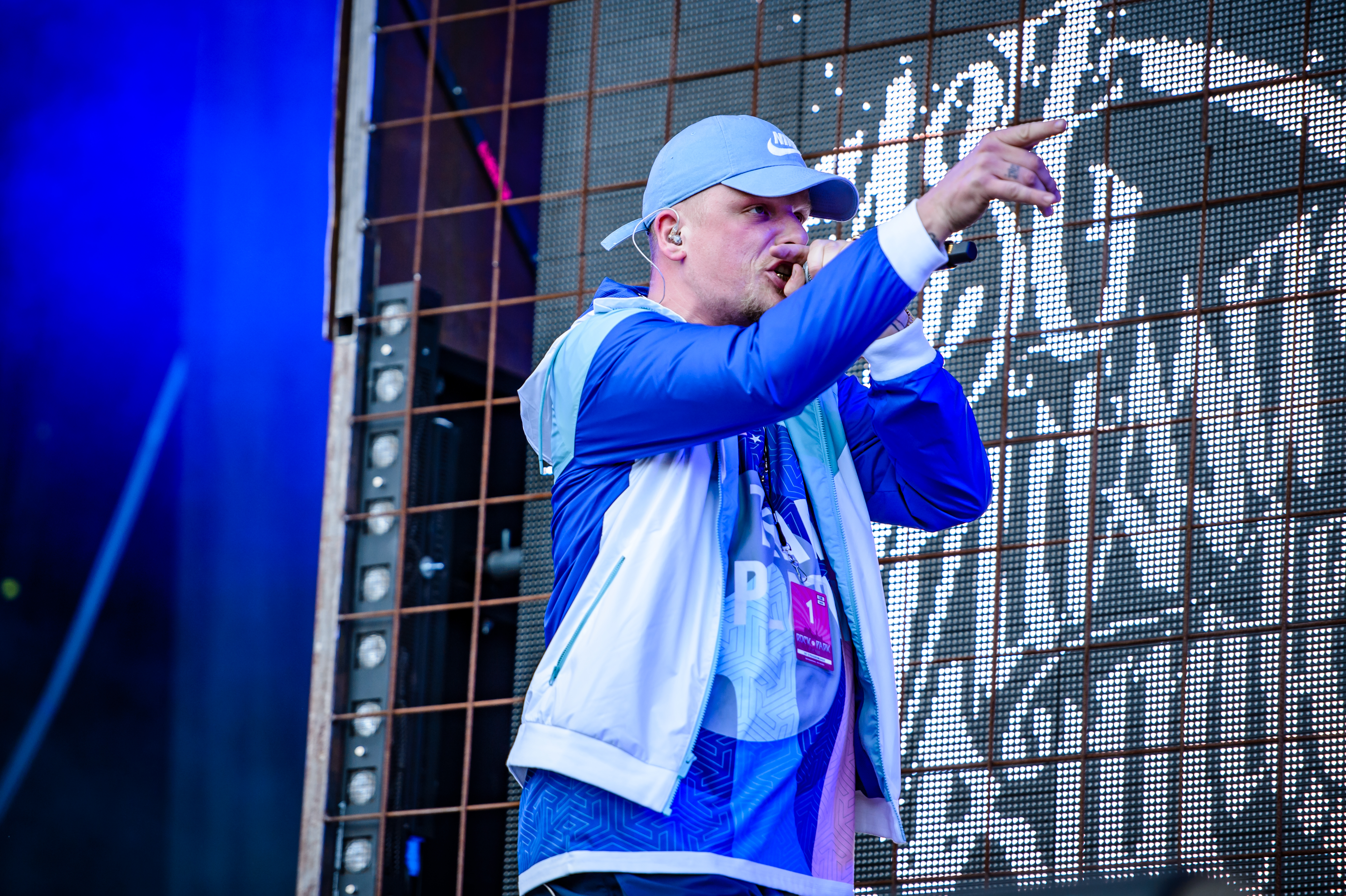
Bonez MC bei Rock im Park 2017

Am 18. Juli 2017 veröffentlichte die 187 Strassenbande den Sampler 4. Auch dieser stieg in Deutschland und Österreich auf der Spitzenposition in die Albumcharts ein, obwohl das Album lediglich drei statt sieben Verkaufstage hatte, da es an einem Dienstag veröffentlicht wurde. Der Sampler 4 erreichte in Deutschland Platinstatus, in Österreich wurde er mit einer Goldenen Schallplatte ausgezeichnet.
Etwa ein Jahr später folgte am 5. Oktober 2018 wiederum in Zusammenarbeit mit RAF Camora das Album Palmen aus Plastik 2. Das Album erzielte auf Basis physischer Verkäufe, Downloads und Streaming einen der erfolgreichsten Starts des Jahres. In Deutschland, Österreich und in der Schweiz chartete das Album auf Rang eins und erreichte bereits in beiden erstgenannten Ländern Goldstatus. Auch die Singles 500 PS und Kokain erreichten die Spitzenposition der deutschen Charts, 500 PS wurde darüber hinaus mit einer Diamantenen Schallplatte für mehr als eine Million Verkäufe ausgezeichnet. Des Weiteren hält Palmen aus Plastik 2 in Deutschland, Österreich und der Schweiz mit über 57 Millionen Streams in der ersten Woche einen Streamingrekord. Mit den Songs 500 PS, Kokain und Nummer unterdrückt wurden die ersten drei Positionen der Singlecharts in Deutschland gleichzeitig von Bonez MC und RAF Camora besetzt. Dieser Erfolg ist bis dato einmalig in der Geschichte der deutschen Charts. Zudem platzierten sich acht Lieder gleichzeitig in den Top 10 sowie 13 Stücke in den Top 20, was weitere Rekorde der beiden Künstler darstellt. In den Ö3 Austria Top 40 platzierten sich 13 Tracks gleichzeitig in den Top 15, dadurch wurde eine Änderung der Zählweise der Charts veranlasst. In den deutschen Jahrescharts 2018 belegte Palmen aus Plastik 2 den zweiten Platz.

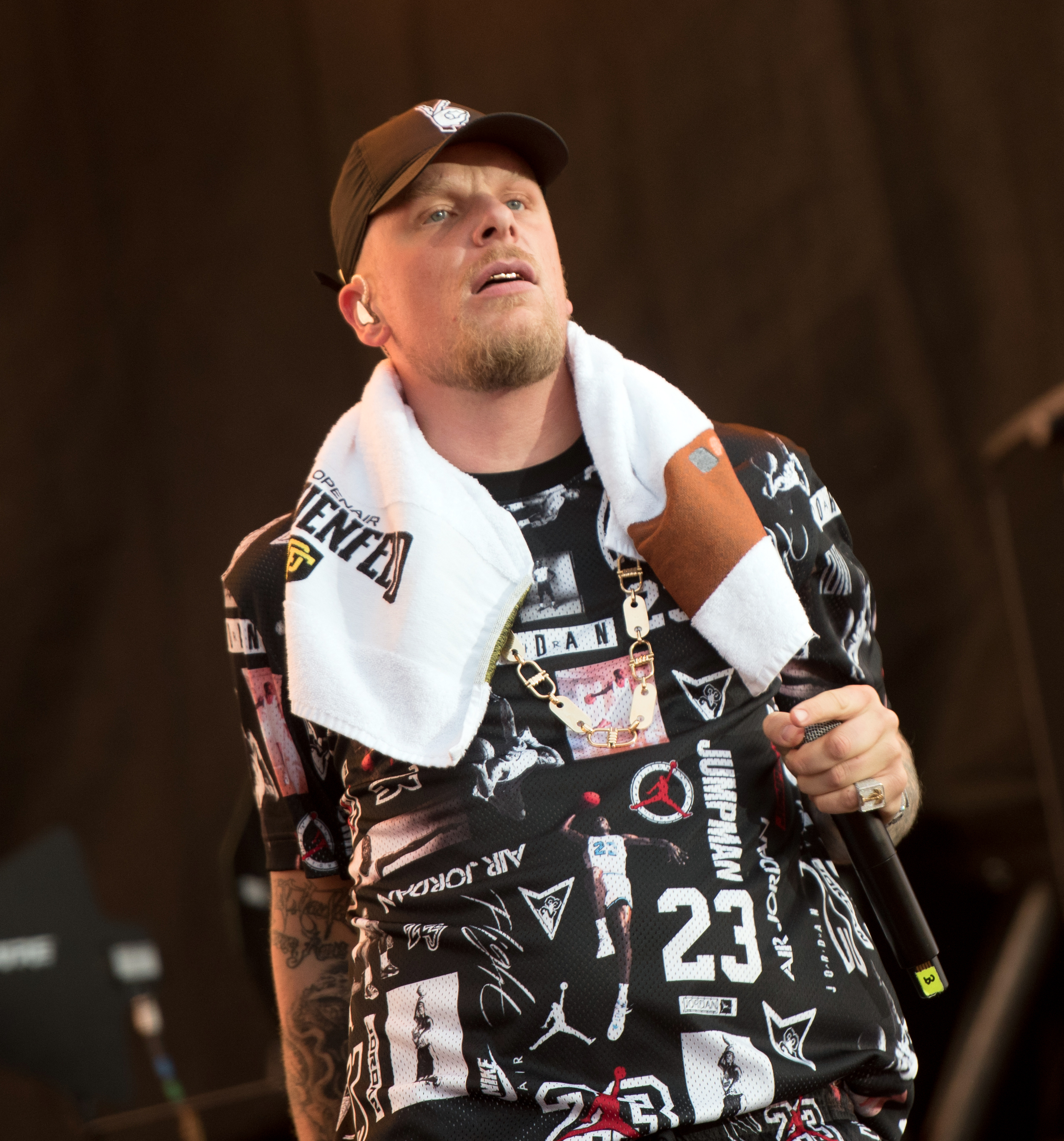
Bonez MC auf dem Openair Frauenfeld 2019

Am 11. September 2020 erschien sein zweites Soloalbum Hollywood. Mit der ersten Singleauskopplung Roadrunner erreichte er erstmals mit einem Sololied Platz eins der deutschen Singlecharts. Auch die Singles Big Body Benz, Fuckst mich nur ab und später auch der Song In meinem Benz mit AK Ausserkontrolle erreichten Rang eins der Singlecharts. Bereits am 30. Oktober folgte sein drittes Soloalbum Hollywood Uncut. Beide Alben stiegen ebenfalls auf Platz eins in die deutschen Charts ein, Hollywood belegte in den deutschen Album-Jahrescharts 2020 Position zehn. Die zweite Singleauskopplung aus Hollywood Uncut, Angeklagt, erreichte ebenso Rang eins der deutschen Charts und blieb dort in den beiden folgenden Wochen. Somit war Bonez MC im Jahr 2020 mit fünf Liedern auf der Spitzenposition der deutschen Singlecharts vertreten.
Als Teil der 187 Strassenbande war Bonez MC darüber hinaus am Sampler 5 beteiligt, der am 14. Mai 2021 erschien und ebenfalls die Spitzenpositionen der Albumcharts in Deutschland, Österreich und der Schweiz erreichte. Nach Palmen aus Plastik 3 mit RAF Camora, das als finaler Teil der Trilogie am 9. September 2022 genau sechs Jahre nach dem ersten Teil erschien, und High & hungrig 3 mit Gzuz (2023) folgte am 31. Oktober 2024 mit Gameboy sein viertes Studioalbum.

## Kritik
Das Online-Rapmagazin 16BARS diskutierte am 11. April 2020 die homosexuellenfeindliche Tendenz von Bonez MC, wobei seinem Song Shotz Fired eindeutig eine homophobe Gewaltphantasie zugeordnet und es gleichzeitig als „Schwäche“ ausgelegt wurde. Ferner wurden den betreffenden Texten „Rückständigkeit“ und „Misogynie“ vorgeworfen. Die antihomosexuelle Gewalttextstelle wurde auch in LGBTQ-Kreisen scharf kritisiert.

## Diskografie
Studioalben

| Jahr | Titel Musiklabel                                              | Höchstplatzierung, Gesamtwochen, AuszeichnungChartplatzierungen (Jahr, Titel, Musiklabel, Platzierungen, Wochen, Auszeichnungen, Anmerkungen) | Höchstplatzierung, Gesamtwochen, AuszeichnungChartplatzierungen (Jahr, Titel, Musiklabel, Platzierungen, Wochen, Auszeichnungen, Anmerkungen) | Höchstplatzierung, Gesamtwochen, AuszeichnungChartplatzierungen (Jahr, Titel, Musiklabel, Platzierungen, Wochen, Auszeichnungen, Anmerkungen) | Anmerkungen                                                  |
| Jahr | Titel Musiklabel                                              | DE | AT | CH | Anmerkungen                                                  |
| ---- | ------------------------------------------------------------- | --- | --- | --- | ------------------------------------------------------------ |
| 2012 | Krampfhaft kriminell Toprott Muzik (Distributionz • Soulfood) | DE60 (1 Wo.)DE | — | — | Erstveröffentlichung: 16. November 2012                      |
| 2020 | Hollywood Vertigo Berlin (UMG)                                | DE1 Gold · (57 Wo.)DE | AT1 (81 Wo.)AT | CH1 (33 Wo.)CH | Erstveröffentlichung: 11. September 2020 Verkäufe: + 100.000 |
| 2020 | Hollywood Uncut Vertigo Berlin (UMG)                          | DE1 (15 Wo.)DE | AT2 (23 Wo.)AT | CH7 (10 Wo.)CH | Erstveröffentlichung: 30. Oktober 2020                       |
| 2024 | Gameboy 187 Strassenbande (UMG)                               | DE2 (22 Wo.)DE | AT1 (16 Wo.)AT | CH2 (7 Wo.)CH | Erstveröffentlichung: 31. Oktober 2024                       |

## Auszeichnungen
1 Live Krone

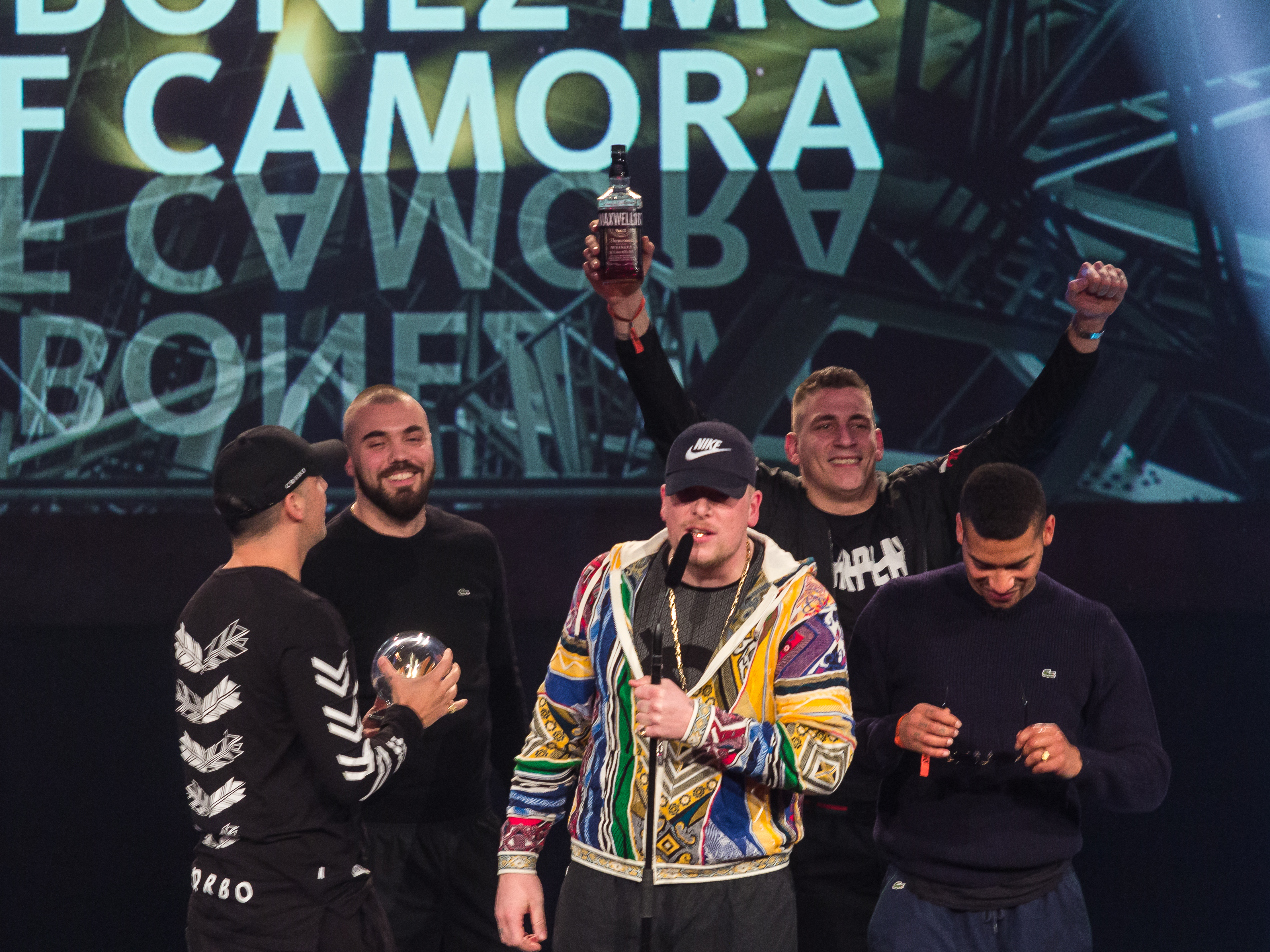
1 Live Krone 2016: Verleihung der Krone an Bonez MC und RAF Camora

- 2016: „Bester Hip-Hop-Act“ (mit RAF Camora)[15]

Amadeus Austrian Music Award
- 2023: „HipHop / Urban“ (mit RAF Camora)[16]

Hiphop.de Awards
- 2015: „Beste Gruppe national“ (als Teil der 187 Strassenbande)[17]
- 2016: „Beste Gruppe national“ (mit RAF Camora)[18]
- 2016: „Bestes Release national“ für Palmen aus Plastik (mit RAF Camora)[18]
- 2016: „Bestes Video national“ für Palmen aus Gold (mit RAF Camora)[18]
- 2018: „Beste Gruppe national“ (mit RAF Camora)[19]
- 2020: „Bestes Video national“ für Tilidin weg (mit Shaho Casado)[20]
- 2022: „Bestes Video national“ für Letztes Mal (mit RAF Camora)[21]
- 2023: „Bestes Album national“ für High & hungrig 3 (mit Gzuz)[22]

Hype Awards
- 2019: „Hype Live-Act“ (mit RAF Camora)
- 2019: „Hype Song“ für 500 PS (mit RAF Camora)
- 2019: „Hype Album“ für Palmen aus Plastik 2 (mit RAF Camora)

Juice Awards
- 2016: „Bestes Album national“ für Palmen aus Plastik (mit RAF Camora)[23]
- 2016: „Rap-Crew national“ (als Teil der 187 Strassenbande)[23]